# Vila do Maio
Vila do Maio també coneguda com a Porto Inglês, és una ciutat a la part sud-oest de l'illa de Maio al sud-est de Cap Verd. És el principal assentament urbà de l'illa, i també seu del municipi de Maio. La població s'ha duplicat entre 1990 i 2010.
La ciutat encara és coneguda pel seu antic nom, Porto Inglês en oposició a l'antic Porto Português, actualment Calheta.
El port de Vila do Maio té serveis de ferri cap a l'illa de Santiago amb Praia.
Hi va tenir lloc la no concloent batalla de Maio entre esquadrons de fragata franceses i angleses davant la vila el 23 de gener de 1814 cap al final de les Guerres Napoleòniques.

## Població històrica
| Any                        | Població |
| -------------------------- | -------- |
| 1990 (Cens del 23 de juny) | 1.573    |
| 2000 (Cens del 16 de juny) | 2.673    |
| 2010 (Cens)                | 2.971    |

## Agermanaments
- Loures